# Institute for Earth System Preservation

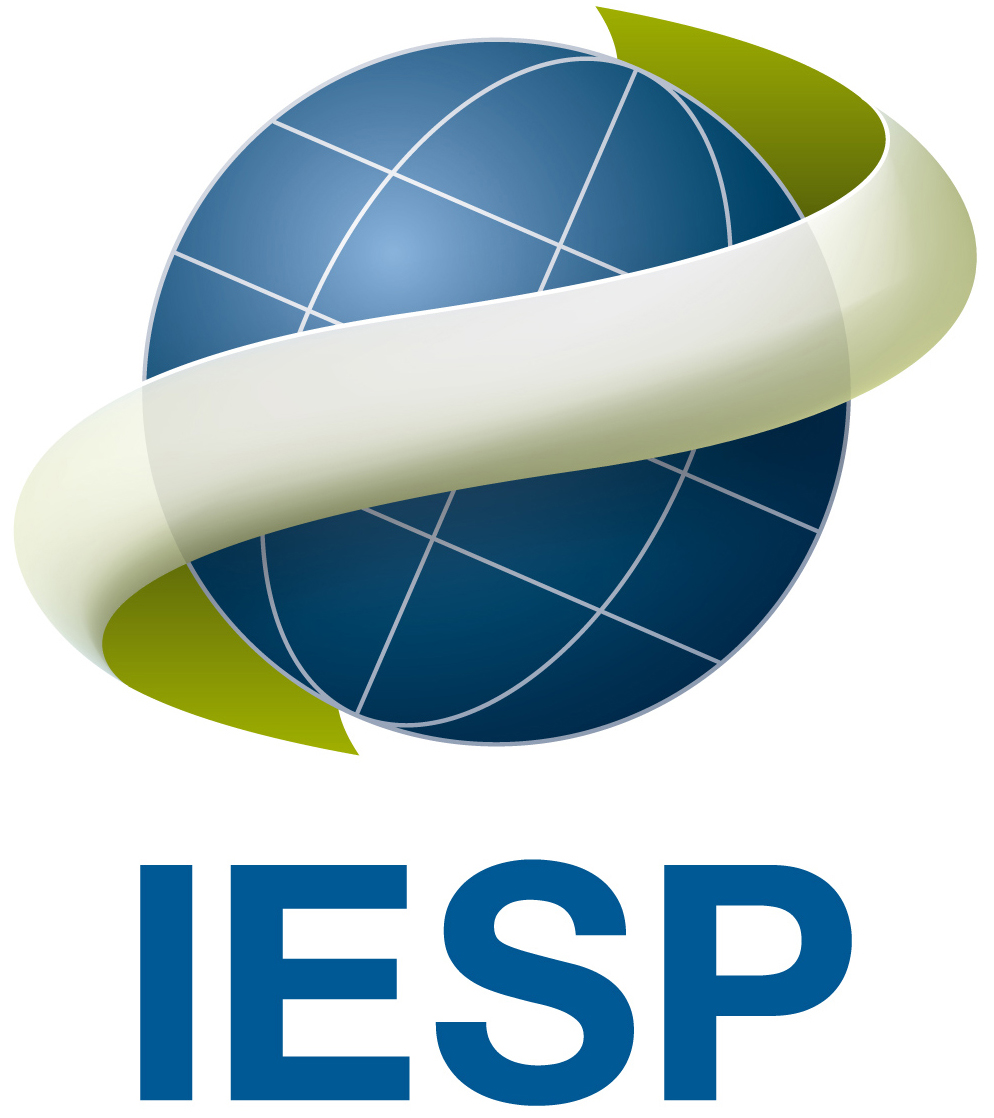
Logo des IESP

Das Institute for Earth System Preservation (IESP) ist ein internationales Netzwerk von Wissenschaftlern, Ingenieuren, Geschäftsleuten und Mitgliedern der öffentlichen Verwaltung, das Verantwortung für menschliche Eingriffe in das Erdsystem übernimmt und ausübt.

## Fokus
Das IESP trägt zur Förderung der Erdsystemwissenschaft (englisch earth system science) durch themenbasierte Konferenzen, Workshops, Seminare, Vorlesungen und Veröffentlichungen bei. IESP agiert als Vermittlungsinstanz zwischen Experten, Entscheidern und der Öffentlichkeit, um einen gleichermaßen förderlichen Austausch von Bedenken und Wissen zu unterstützen und dabei wissenschaftlich fundierte Handlungsempfehlungen auszusprechen. Seine Aktivitäten wirken auf politische Debatten ein, indem IESP eine Plattform zur Reflexion über die nachhaltige Entwicklung von wirtschaftlichen und sozialen Systemen in wechselseitiger Beziehung mit terrestrischen und aquatischen Ökosystemen schafft. IESP sucht nach ganzheitlichen und nachhaltig wirksamen Methoden, die dazu beitragen Mangelsituationen im Bereich Energie, Wasser und Nahrungsversorgung, medizinischer Versorgung und Bildung zu beheben. Eine dadurch gesteigerte Resilienz von Gesellschaft, Wirtschaft und Ökosystemen trägt dazu bei, die Funktionsfähigkeit des Erdsystems zu erhalten.
Im Arbeitskontext von IESP wird das Erdsystem als die Summe der auf dem Planeten interagierenden physikalischen, chemischen, biotischen und sozialen Prozesse definiert.  Die Atmosphäre, Hydrosphäre und Kryosphäre sind ebenso Teil des Erdsystems wie die übergeordneten natürlichen Kreisläufe (Kohlenstoffkreislauf, Stickstoffkreislauf, Schwefelkreislauf) einschließlich des Wasserkreislaufs. Alle lebenden Organismen einschließlich der Menschen und deren Aktivitäten sind integraler Bestandteil des Erdsystems. Die wachsende menschliche Bevölkerung verändert das Zusammenwirken der Komponenten und Dynamiken des Systems jedoch in hohem Maße.
Eine der dringlichsten Fragen für die Mitglieder von IESP ist, wie die Resilienz des Erdsystems mit Blick auf die natürlichen Lebensgrundlagen auf unserem Planeten auf Dauer gesichert werden kann. Dazu ist eine enge Zusammenarbeit zwischen Wissenschaft, Politik und Gesellschaft notwendig. Die Lösungsansätze, die im Rahmen der IESP-Veranstaltungen erarbeitet werden, liegen den Entscheidern politischer und wirtschaftlicher Institutionen sowie der Öffentlichkeit als Memoranda vor. Dazu arbeitet IESP nach dem Prinzip der Dahlem-Konferenzen.

## Geschichte
IESP wurde 2002 als Institute of Advanced Studies on Sustainability (IoS) des Exzellenzklusters Umweltwissenschaft und Technologie gegründet. Aufbauend auf den Workshop „The Art of Dealing Wisely with the Planet Earth“ (2008) gründete das Institut die International Expert Group on the Preservation of the Functionality of the Earth System als Teil seiner Aktivitäten. Die Ergebnisse dieser Diskussion sind in der „Zugspitze Erklärung zu der Verantwortung der Menschheit für die lebenserhaltenden Funktionen des Erdsystems“ zusammengefasst.
Seit 2008 kooperiert IESP mit dem Institute for Advanced Study (IAS) der Technischen Universität München (TUM), das innovative und risikoreiche Forschung an interdisziplinären Themen fördert. Das TUM-IAS bringt Wissenschaftler der TUM mit Experten aus aller Welt zusammen, um gemeinsam Projekte zu initiieren und durchzuführen.

## Organisation
IESP ist ein gemeinnütziger, eingetragener Verein mit Hauptsitz in München und ein Institut der Europäischen Akademie der Wissenschaft und Künste (EASA). Ein gewähltes Vorstandsgremium vertritt und repräsentiert IESP nach außen, die Mitgliederversammlung wirkt als Advisory Board. Institutionell ist IESP an das TUM-IAS in Garching angegliedert.

## Partner
- Club of Rome EU Chapter
- Chinese Research Academy of Environmental Sciences (CRAES)
- European Academy of Sciences and Arts (EASA)
- Institut für transformative Nachhaltigkeitsforschung (IASS)
- Institute for Advanced Study, Technical University Munich (TUM-IAS)